# Perú en la Copa América Femenina 2022
La Copa América Femenina 2022 llevó a cabo del 8 al 30 de julio Perú fue uno de los 10 participantes.

## Plantel
El equipo fue anunciado antes del torneo.

## Participación
Perú no logró sumar puntos y fue eliminado en la primera fase.

### Partidos
| Fecha       | Lugar   | Instancia      | Local     |                      | Resultado |                      | Visitante |
| ----------- | ------- | -------------- | --------- | -------------------- | --------- | -------------------- | --------- |
| 12 de julio | Armemia | Fase de grupos | Argentina | Bandera de Argentina | 4:0 (1:0) | Bandera de Perú      | Perú      |
| 15 de julio | Armemia | Fase de grupos | Perú      | Bandera de Perú      | 0:2 (0:1) | Bandera de Venezuela | Venezuela |
| 18 de julio | Armemia | Fase de grupos | Perú      | Bandera de Perú      | 0:6 (0:0) | Bandera de Uruguay   | Uruguay   |
| 21 de julio | Cali    | Fase de grupos | Brasil    | Bandera de Brasil    | 6:0 (4:0) | Bandera de Perú      | Perú      |

### Fase de grupos - Grupo B
| Equipo    | Pts | PJ | PG | PE | PP | GF | GC | Dif |
| --------- | --- | -- | -- | -- | -- | -- | -- | --- |
| Brasil    | 12  | 4  | 4  | 0  | 0  | 17 | 0  | 17  |
| Argentina | 9   | 4  | 3  | 0  | 1  | 10 | 4  | 6   |
| Venezuela | 6   | 4  | 2  | 0  | 2  | 3  | 5  | -2  |
| Uruguay   | 3   | 4  | 1  | 0  | 3  | 6  | 9  | -3  |
| Perú      | 0   | 4  | 0  | 0  | 4  | 0  | 18 | −18 |

     — Clasificado para las semifinales.

     — Clasificado para la definición por el quinto puesto.

#### Argentina vs. Perú
| 12 de julio de 2022, 19:00 | Argentina                                                  | 4:0 (1:0)                     | Perú | Estadio Centenario, Armenia                            |                                                        |
|                            | Rodríguez 18' · Bonsegundo 52' · Stábile 62' · Lonigro 84' | CONMEBOL Reporte FIFA Reporte |      | Asistencia: 2 000 espectadores Árbitra: Susana Corella | Asistencia: 2 000 espectadores Árbitra: Susana Corella |

| 1          | Guardameta     | Vanina Correa        |     |
| 3          | Defensa        | Eliana Stábile       |     |
| 6          | Defensa        | Aldana Cometti       | 72' |
| 2          | Defensa        | Agustina Barroso     |     |
| 18         | Defensa        | Gabriela Chávez      | 81' |
| 22         | Centrocampista | Estefanía Banini     | 72' |
| 15         | Centrocampista | Florencia Bonsegundo |     |
| 8          | Centrocampista | Daiana Falfán        |     |
| 7          | Centrocampista | Romina Núñez         | 63' |
| 11         | Centrocampista | Yamila Rodríguez     |     |
| 19         | Delantero      | Mariana Larroquette  | 81' |
| Entrenador | Entrenador     | Germán Portanova     |     |

| 12         | Guardameta     | Maryory Sánchez   |     |
| 3          | Defensa        | Grace Cagnina     | 84' |
| 17         | Defensa        | Fabiola Herrera   |     |
| 4          | Defensa        | Braelynn Llamoca  |     |
| 19         | Centrocampista | Nahomi Martínez   |     |
| 10         | Centrocampista | Sandra Arévalo    |     |
| 8          | Centrocampista | Ariana Muñoz      | 83' |
| 14         | Centrocampista | Scarleth Flores   |     |
| 11         | Delantero      | Xioczana Canales  | 65' |
| 9          | Delantero      | Alexandra Kimball | 65' |
| 7          | Delantero      | Gladys Dorador    | 58' |
| Entrenador | Entrenador     | Conrad Flores     |     |

| 20 | Defensa        | Ruth Bravo      | 63' |
| 14 | Centrocampista | Miriam Mayorga  | 72' |
| 10 | Centrocampista | Dalila Ippolito | 72' |
| 16 | Defensa        | Marina Delgado  | 81' |
| 21 | Delantero      | Érica Lonigro   | 81' |

| 6  | Centrocampista | Claudia Cagnina   | 58' |
| 15 | Centrocampista | Emily Flores      | 65' |
| 18 | Delantero      | Pierina Núñez     | 65' |
| 20 | Centrocampista | Claudia Domínguez | 83' |
| 22 | Centrocampista | Cindy Novoa       | 84' |

| Anotado | 18' | Yamila Rodríguez     | 1:0 |
| Anotado | 52' | Florencia Bonsegundo | 2:0 |
| Anotado | 62' | Eliana Stábile       | 3:0 |
| Anotado | 84' | Érica Lonigro        | 4:0 |

| Amonestado | 27' | Aldana Cometti |

| Amonestado | 33' | Gladys Dorador   |
| Amonestado | 48' | Xioczana Canales |

| Árbitra             | Susana Corella                     |
| Árbitras asistentes | Viviana Segura                     |
| Árbitras asistentes | Andreia Catarina Ferreira de Souza |
| Cuarta árbitra      | Sandra Braz                        |

| 1          | Guardameta     | Vanina Correa        |     |
| 3          | Defensa        | Eliana Stábile       |     |
| 6          | Defensa        | Aldana Cometti       | 72' |
| 2          | Defensa        | Agustina Barroso     |     |
| 18         | Defensa        | Gabriela Chávez      | 81' |
| 22         | Centrocampista | Estefanía Banini     | 72' |
| 15         | Centrocampista | Florencia Bonsegundo |     |
| 8          | Centrocampista | Daiana Falfán        |     |
| 7          | Centrocampista | Romina Núñez         | 63' |
| 11         | Centrocampista | Yamila Rodríguez     |     |
| 19         | Delantero      | Mariana Larroquette  | 81' |
| Entrenador | Entrenador     | Germán Portanova     |     |

| 12         | Guardameta     | Maryory Sánchez   |     |
| 3          | Defensa        | Grace Cagnina     | 84' |
| 17         | Defensa        | Fabiola Herrera   |     |
| 4          | Defensa        | Braelynn Llamoca  |     |
| 19         | Centrocampista | Nahomi Martínez   |     |
| 10         | Centrocampista | Sandra Arévalo    |     |
| 8          | Centrocampista | Ariana Muñoz      | 83' |
| 14         | Centrocampista | Scarleth Flores   |     |
| 11         | Delantero      | Xioczana Canales  | 65' |
| 9          | Delantero      | Alexandra Kimball | 65' |
| 7          | Delantero      | Gladys Dorador    | 58' |
| Entrenador | Entrenador     | Conrad Flores     |     |

| 20 | Defensa        | Ruth Bravo      | 63' |
| 14 | Centrocampista | Miriam Mayorga  | 72' |
| 10 | Centrocampista | Dalila Ippolito | 72' |
| 16 | Defensa        | Marina Delgado  | 81' |
| 21 | Delantero      | Érica Lonigro   | 81' |

| 6  | Centrocampista | Claudia Cagnina   | 58' |
| 15 | Centrocampista | Emily Flores      | 65' |
| 18 | Delantero      | Pierina Núñez     | 65' |
| 20 | Centrocampista | Claudia Domínguez | 83' |
| 22 | Centrocampista | Cindy Novoa       | 84' |

| Anotado | 18' | Yamila Rodríguez     | 1:0 |
| Anotado | 52' | Florencia Bonsegundo | 2:0 |
| Anotado | 62' | Eliana Stábile       | 3:0 |
| Anotado | 84' | Érica Lonigro        | 4:0 |

| Amonestado | 27' | Aldana Cometti |

| Amonestado | 33' | Gladys Dorador   |
| Amonestado | 48' | Xioczana Canales |

| Árbitra             | Susana Corella                     |
| Árbitras asistentes | Viviana Segura                     |
| Árbitras asistentes | Andreia Catarina Ferreira de Souza |
| Cuarta árbitra      | Sandra Braz                        |

| Estadísticas      | Bandera de Argentina | Bandera de Perú |
| Tiros             | 21                   | 7               |
| Tiros a puerta    | 9                    | 4               |
| Faltas            | 12                   | 18              |
| Saques de esquina | 1                    | 3               |
| Penaltis          | 0                    | 0               |
| Fueras de juego   | 1                    | 6               |
| Posesión de balón | 62%                  | 38%             |

#### Perú vs. Venezuela
| 15 de julio de 2022, 19:00 | Perú | 0:2 (0:1)                     | Venezuela                    | Estadio Centenario, Armenia                         |                                                     |
|                            |      | CONMEBOL Reporte FIFA Reporte | Castellanos 39' · Altuve 64' | Asistencia: 5 000 espectadores Árbitra: Sandra Braz | Asistencia: 5 000 espectadores Árbitra: Sandra Braz |

| 12         | Guardameta     | Maryory Sánchez   |     |
| 14         | Defensa        | Scarleth Flores   |     |
| 4          | Defensa        | Braelynn Llamoca  |     |
| 17         | Defensa        | Fabiola Herrera   | 73' |
| 16         | Defensa        | Liliana Neyra     | 82' |
| 10         | Centrocampista | Sandra Arévalo    | 66' |
| 6          | Centrocampista | Claudia Cagnina   |     |
| 11         | Centrocampista | Xioczana Canales  | 46' |
| 8          | Centrocampista | Ariana Muñoz      | 73' |
| 19         | Centrocampista | Nahomi Martínez   |     |
| 9          | Delantero      | Alexandra Kimball |     |
| Entrenador | Entrenador     | Conrad Flores     |     |

| 13          | Guardameta     | Nayluisa Cáceres   |     |
| 3           | Defensa        | Nairelis Gutiérrez |     |
| 5           | Defensa        | Yenifer Giménez    |     |
| 4           | Defensa        | María Peraza       |     |
| 6           | Defensa        | Michelle Romero    | 62' |
| 9           | Centrocampista | Deyna Castellanos  | 75' |
| 10          | Centrocampista | Kika Moreno        | 56' |
| 16          | Centrocampista | Gaby García        |     |
| 7           | Delantero      | Paola Villamizar   | 46' |
| 11          | Delantero      | Oriana Altuve      |     |
| 19          | Delantero      | Mariana Speckmaier | 46' |
| Entrenadora | Entrenadora    | Pamela Conti       |     |

| 7  | Centrocampista | Sandy Dorador      | 46' |
| 18 | Delantero      | Pierina Núñez      | 66' |
| 2  | Defensa        | Stephannie Vásquez | 73' |
| 15 | Centrocampista | Emily Flores       | 73' |
| 20 | Centrocampista | Claudia Domínguez  | 82' |

| 14 | Defensa        | Raiderlin Carrasco  | 46' |
| 18 | Delantero      | Ysaura Viso         | 46' |
| 20 | Centrocampista | Dayana Rodríguez    | 56' |
| 21 | Centrocampista | Bárbara Olivieri    | 62' |
| 17 | Centrocampista | Maikerlin Astudillo | 75' |

| Anotado | 39' | Deyna Castellanos | 0:1 |
| Anotado | 64' | Oriana Altuve     | 0:2 |

| Amonestado | 49' | Sandy Dorador |

| Amonestado | 60' | Dayana Rodríguez |

| Árbitra             | Sandra Braz                        |
| Árbitras asistentes | Andreia Catarina Ferreira de Souza |
| Árbitras asistentes | Rita Cabañero Mompó                |
| Cuarta árbitra      | Zulma Quiñónez                     |

| 12         | Guardameta     | Maryory Sánchez   |     |
| 14         | Defensa        | Scarleth Flores   |     |
| 4          | Defensa        | Braelynn Llamoca  |     |
| 17         | Defensa        | Fabiola Herrera   | 73' |
| 16         | Defensa        | Liliana Neyra     | 82' |
| 10         | Centrocampista | Sandra Arévalo    | 66' |
| 6          | Centrocampista | Claudia Cagnina   |     |
| 11         | Centrocampista | Xioczana Canales  | 46' |
| 8          | Centrocampista | Ariana Muñoz      | 73' |
| 19         | Centrocampista | Nahomi Martínez   |     |
| 9          | Delantero      | Alexandra Kimball |     |
| Entrenador | Entrenador     | Conrad Flores     |     |

| 13          | Guardameta     | Nayluisa Cáceres   |     |
| 3           | Defensa        | Nairelis Gutiérrez |     |
| 5           | Defensa        | Yenifer Giménez    |     |
| 4           | Defensa        | María Peraza       |     |
| 6           | Defensa        | Michelle Romero    | 62' |
| 9           | Centrocampista | Deyna Castellanos  | 75' |
| 10          | Centrocampista | Kika Moreno        | 56' |
| 16          | Centrocampista | Gaby García        |     |
| 7           | Delantero      | Paola Villamizar   | 46' |
| 11          | Delantero      | Oriana Altuve      |     |
| 19          | Delantero      | Mariana Speckmaier | 46' |
| Entrenadora | Entrenadora    | Pamela Conti       |     |

| 7  | Centrocampista | Sandy Dorador      | 46' |
| 18 | Delantero      | Pierina Núñez      | 66' |
| 2  | Defensa        | Stephannie Vásquez | 73' |
| 15 | Centrocampista | Emily Flores       | 73' |
| 20 | Centrocampista | Claudia Domínguez  | 82' |

| 14 | Defensa        | Raiderlin Carrasco  | 46' |
| 18 | Delantero      | Ysaura Viso         | 46' |
| 20 | Centrocampista | Dayana Rodríguez    | 56' |
| 21 | Centrocampista | Bárbara Olivieri    | 62' |
| 17 | Centrocampista | Maikerlin Astudillo | 75' |

| Anotado | 39' | Deyna Castellanos | 0:1 |
| Anotado | 64' | Oriana Altuve     | 0:2 |

| Amonestado | 49' | Sandy Dorador |

| Amonestado | 60' | Dayana Rodríguez |

| Árbitra             | Sandra Braz                        |
| Árbitras asistentes | Andreia Catarina Ferreira de Souza |
| Árbitras asistentes | Rita Cabañero Mompó                |
| Cuarta árbitra      | Zulma Quiñónez                     |

| Estadísticas      | Bandera de Perú | Bandera de Venezuela |
| Tiros             | 5               | 14                   |
| Tiros a puerta    | 3               | 6                    |
| Faltas            | 13              | 13                   |
| Saques de esquina | 3               | 8                    |
| Penaltis          | 0               | 0                    |
| Fueras de juego   | 7               | 2                    |
| Posesión de balón | 39%             | 61%                  |

#### Uruguay vs. Perú
| 18 de julio de 2022, 19:00 | Perú | 0:6 (0:0)                     | Uruguay                                                             | Estadio Centenario, Armenia                            |                                                        |
|                            |      | CONMEBOL Reporte FIFA Reporte | Pa. González 51', 76' · Aquino 58' · Pizarro 61', 89' · Velazco 66' | Asistencia: 3 500 espectadores Árbitra: Adriana Farfán | Asistencia: 3 500 espectadores Árbitra: Adriana Farfán |

| 12         | Guardameta     | Maryory Sánchez  |     |
| 14         | Defensa        | Scarleth Flores  |     |
| 4          | Defensa        | Braelynn Llamoca |     |
| 3          | Defensa        | Grace Cagnina    |     |
| 16         | Defensa        | Liliana Neyra    | 35' |
| 10         | Centrocampista | Sandra Arévalo   | 46' |
| 6          | Centrocampista | Claudia Cagnina  |     |
| 11         | Centrocampista | Xioczana Canales | 60' |
| 8          | Centrocampista | Ariana Muñoz     | 46' |
| 19         | Centrocampista | Nahomi Martínez  |     |
| 18         | Delantero      | Pierina Núñez    |     |
| Entrenador | Entrenador     | Conrad Flores    |     |

| 1          | Guardameta     | Josefina Villanueva | 85' |
| 14         | Defensa        | Pilar González      |     |
| 16         | Defensa        | Lorena González     |     |
| 22         | Defensa        | Sofía Ramondegui    | 85' |
| 2          | Defensa        | Stephanie Lacoste   | 77' |
| 8          | Centrocampista | Ximena Velazco      |     |
| 11         | Centrocampista | Esperanza Pizarro   |     |
| 5          | Centrocampista | Karol Bermúdez      | 77' |
| 9          | Centrocampista | Pamela González     |     |
| 21         | Centrocampista | Belén Aquino        | 77' |
| 19         | Delantero      | Wendy Carballo      |     |
| Entrenador | Entrenador     | Ariel Longo         |     |

| 13 | Defensa        | Yoselin Miranda   | 35' |
| 15 | Centrocampista | Emily Flores      | 46' |
| 22 | Centrocampista | Cindy Novoa       | 46' |
| 9  | Delantero      | Alexandra Kimball | 60' |

| 10 | Delantero      | Carolina Birizamberri | 77' |
| 23 | Centrocampista | Zulma Daer            | 77' |
| 15 | Centrocampista | Rocío Martínez        | 77' |
| 3  | Defensa        | Daiana Farías         | 85' |
| 12 | Guardameta     | Vanina Sburlati       | 85' |

| Anotado | 51' | Pamela González   | 0:1 |
| Anotado | 58' | Belén Aquino      | 0:2 |
| Anotado | 61' | Esperanza Pizarro | 0:3 |
| Anotado | 66' | Ximena Velazco    | 0:4 |
| Anotado | 76' | Pamela González   | 0:5 |
| Anotado | 89' | Esperanza Pizarro | 0:6 |

| Amonestado | 44' | Scarleth Flores |

| Árbitra             | Adriana Farfán   |
| Árbitras asistentes | Liliana Bejarano |
| Árbitras asistentes | Inés Choque      |
| Cuarta árbitra      | María Carvajal   |

| 12         | Guardameta     | Maryory Sánchez  |     |
| 14         | Defensa        | Scarleth Flores  |     |
| 4          | Defensa        | Braelynn Llamoca |     |
| 3          | Defensa        | Grace Cagnina    |     |
| 16         | Defensa        | Liliana Neyra    | 35' |
| 10         | Centrocampista | Sandra Arévalo   | 46' |
| 6          | Centrocampista | Claudia Cagnina  |     |
| 11         | Centrocampista | Xioczana Canales | 60' |
| 8          | Centrocampista | Ariana Muñoz     | 46' |
| 19         | Centrocampista | Nahomi Martínez  |     |
| 18         | Delantero      | Pierina Núñez    |     |
| Entrenador | Entrenador     | Conrad Flores    |     |

| 1          | Guardameta     | Josefina Villanueva | 85' |
| 14         | Defensa        | Pilar González      |     |
| 16         | Defensa        | Lorena González     |     |
| 22         | Defensa        | Sofía Ramondegui    | 85' |
| 2          | Defensa        | Stephanie Lacoste   | 77' |
| 8          | Centrocampista | Ximena Velazco      |     |
| 11         | Centrocampista | Esperanza Pizarro   |     |
| 5          | Centrocampista | Karol Bermúdez      | 77' |
| 9          | Centrocampista | Pamela González     |     |
| 21         | Centrocampista | Belén Aquino        | 77' |
| 19         | Delantero      | Wendy Carballo      |     |
| Entrenador | Entrenador     | Ariel Longo         |     |

| 13 | Defensa        | Yoselin Miranda   | 35' |
| 15 | Centrocampista | Emily Flores      | 46' |
| 22 | Centrocampista | Cindy Novoa       | 46' |
| 9  | Delantero      | Alexandra Kimball | 60' |

| 10 | Delantero      | Carolina Birizamberri | 77' |
| 23 | Centrocampista | Zulma Daer            | 77' |
| 15 | Centrocampista | Rocío Martínez        | 77' |
| 3  | Defensa        | Daiana Farías         | 85' |
| 12 | Guardameta     | Vanina Sburlati       | 85' |

| Anotado | 51' | Pamela González   | 0:1 |
| Anotado | 58' | Belén Aquino      | 0:2 |
| Anotado | 61' | Esperanza Pizarro | 0:3 |
| Anotado | 66' | Ximena Velazco    | 0:4 |
| Anotado | 76' | Pamela González   | 0:5 |
| Anotado | 89' | Esperanza Pizarro | 0:6 |

| Amonestado | 44' | Scarleth Flores |

| Árbitra             | Adriana Farfán   |
| Árbitras asistentes | Liliana Bejarano |
| Árbitras asistentes | Inés Choque      |
| Cuarta árbitra      | María Carvajal   |

| Estadísticas      | Bandera de Perú | Bandera de Uruguay |
| Tiros             | 18              | 24                 |
| Tiros a puerta    | 3               | 10                 |
| Faltas            | 15              | 15                 |
| Saques de esquina | 8               | 5                  |
| Penaltis          | 0               | 0                  |
| Fueras de juego   | 1               | 1                  |
| Posesión de balón | 55%             | 45%                |

#### Brasil vs. Perú
| 21 de julio de 2022, 19:00 | Brasil                                                                                                | 6:0 (4:0)                     | Perú | Estadio Pascual Guerrero, Cali                         |                                                        |
|                            | Duda 1' · Duda Sampaio 17' · Geyse 41' · Duda Santos 44' (pen.) · Fe Palermo 48' · Adriana 50' (pen.) | CONMEBOL Reporte FIFA Reporte |      | Asistencia: 1 500 espectadores Árbitra: Susana Corella | Asistencia: 1 500 espectadores Árbitra: Susana Corella |

| 1           | Guardameta     | Lorena         |       |
| 20          | Defensa        | Fe Palermo     |       |
| 3           | Defensa        | Kathellen      | 46'   |
| 2           | Defensa        | Letícia Santos |       |
| 5           | Centrocampista | Duda Santos    |       |
| 14          | Centrocampista | Duda Sampaio   |       |
| 23          | Centrocampista | Luana          | 90+2' |
| 10          | Centrocampista | Duda           | 46'   |
| 21          | Delantero      | Kerolin        |       |
| 18          | Delantero      | Geyse          | 60'   |
| 7           | Delantero      | Gabi Portilho  | 72'   |
| Entrenadora | Entrenadora    | Pia Sundhage   |       |

| 12         | Guardameta     | Maryory Sánchez  |     |
| 16         | Defensa        | Liliana Neyra    | 65' |
| 3          | Defensa        | Grace Cagnina    |     |
| 4          | Defensa        | Braelynn Llamoca |     |
| 14         | Defensa        | Scarleth Flores  |     |
| 6          | Centrocampista | Claudia Cagnina  | 87' |
| 10         | Centrocampista | Sandra Arévalo   | 79' |
| 19         | Centrocampista | Nahomi Martínez  |     |
| 8          | Centrocampista | Ariana Muñoz     |     |
| 11         | Centrocampista | Xioczana Canales | 46' |
| 18         | Delantero      | Pierina Núñez    | 79' |
| Entrenador | Entrenador     | Conrad Flores    |     |

| 11 | Delantero | Adriana    | 46'   |
| 15 | Defensa   | Tainara    | 46'   |
| 9  | Delantero | Debinha    | 60'   |
| 6  | Defensa   | Tamires    | 72'   |
| 17 | Delantero | Ary Borges | 90+2' |

| 2  | Defensa        | Stephannie Vásquez | 46' |
| 13 | Defensa        | Yoselin Miranda    | 65' |
| 9  | Delantero      | Alexandra Kimball  | 79' |
| 7  | Centrocampista | Gladys Dorador     | 79' |
| 5  | Centrocampista | Teresa Wowk        | 87' |

| Anotado         | 1'  | Duda         | 1:0 |
| Anotado         | 17' | Duda Sampaio | 2:0 |
| Anotado         | 41' | Geyse        | 3:0 |
| Anotado · Penal | 44' | Duda Santos  | 4:0 |
| Anotado         | 48' | Fê Palermo   | 5:0 |
| Anotado · Penal | 50' | Adriana      | 6:0 |

| Amonestado | 20' | Letícia Santos |

| Amonestado | 27' | Braelynn Llamoca |

| Árbitra             | Susana Corella |
| Árbitras asistentes | Mónica Amboya  |
| Árbitras asistentes | Viviana Segura |
| Cuarta árbitra      | Zulma Quiñónez |

| 1           | Guardameta     | Lorena         |       |
| 20          | Defensa        | Fe Palermo     |       |
| 3           | Defensa        | Kathellen      | 46'   |
| 2           | Defensa        | Letícia Santos |       |
| 5           | Centrocampista | Duda Santos    |       |
| 14          | Centrocampista | Duda Sampaio   |       |
| 23          | Centrocampista | Luana          | 90+2' |
| 10          | Centrocampista | Duda           | 46'   |
| 21          | Delantero      | Kerolin        |       |
| 18          | Delantero      | Geyse          | 60'   |
| 7           | Delantero      | Gabi Portilho  | 72'   |
| Entrenadora | Entrenadora    | Pia Sundhage   |       |

| 12         | Guardameta     | Maryory Sánchez  |     |
| 16         | Defensa        | Liliana Neyra    | 65' |
| 3          | Defensa        | Grace Cagnina    |     |
| 4          | Defensa        | Braelynn Llamoca |     |
| 14         | Defensa        | Scarleth Flores  |     |
| 6          | Centrocampista | Claudia Cagnina  | 87' |
| 10         | Centrocampista | Sandra Arévalo   | 79' |
| 19         | Centrocampista | Nahomi Martínez  |     |
| 8          | Centrocampista | Ariana Muñoz     |     |
| 11         | Centrocampista | Xioczana Canales | 46' |
| 18         | Delantero      | Pierina Núñez    | 79' |
| Entrenador | Entrenador     | Conrad Flores    |     |

| 11 | Delantero | Adriana    | 46'   |
| 15 | Defensa   | Tainara    | 46'   |
| 9  | Delantero | Debinha    | 60'   |
| 6  | Defensa   | Tamires    | 72'   |
| 17 | Delantero | Ary Borges | 90+2' |

| 2  | Defensa        | Stephannie Vásquez | 46' |
| 13 | Defensa        | Yoselin Miranda    | 65' |
| 9  | Delantero      | Alexandra Kimball  | 79' |
| 7  | Centrocampista | Gladys Dorador     | 79' |
| 5  | Centrocampista | Teresa Wowk        | 87' |

| Anotado         | 1'  | Duda         | 1:0 |
| Anotado         | 17' | Duda Sampaio | 2:0 |
| Anotado         | 41' | Geyse        | 3:0 |
| Anotado · Penal | 44' | Duda Santos  | 4:0 |
| Anotado         | 48' | Fê Palermo   | 5:0 |
| Anotado · Penal | 50' | Adriana      | 6:0 |

| Amonestado | 20' | Letícia Santos |

| Amonestado | 27' | Braelynn Llamoca |

| Árbitra             | Susana Corella |
| Árbitras asistentes | Mónica Amboya  |
| Árbitras asistentes | Viviana Segura |
| Cuarta árbitra      | Zulma Quiñónez |

| Estadísticas      | Bandera de Brasil | Bandera de Perú |
| Tiros             | 31                | 5               |
| Tiros a puerta    | 14                | 0               |
| Faltas            | 13                | 11              |
| Saques de esquina | 13                | 0               |
| Penaltis          | 2                 | 0               |
| Fueras de juego   | 1                 | 0               |
| Posesión de balón | 65%               | 35%             |